# Danh sách loại laser
Sau đây là danh sách các loại laser, bước sóng và ứng dụng:

## Laser khí
| Môi trường kích thích và loại | Bước sóng                                                              | Nguồn kích thích                                                | Ứng dụng và ghi chú |
| ----------------------------- | ---------------------------------------------------------------------- | --------------------------------------------------------------- | --- |
| Laser khí He-Ne               | 632.8 nm (543.5 nm, 593.9 nm, 611.8 nm, 1.1523 μm, 1.52 μm, 3.3913 μm) | Cực phóng điện                                                  | Giao thoa kế, holograph, quang phổ học, đọc mã vạch, cân chỉnh, miêu tả quang học.                                      |
| Laser khí ion Argon           | 488.0 nm, 514.5 nm, (351 nm, 465.8 nm, 472.7 nm, 528.7 nm)             | Cực phóng điện                                                  | Chữa trị võng mạc bằng ánh sáng (cho người bệnh tiểu đường), in thạch bản, là nguồn kích thích các laser khác.          |
| Laser khí Ion Kryton          | 416 nm, 530.9 nm, 568.2 nm, 647.1 nm, 676.4 nm, 752.5 nm, 799.3 nm     | Cực phóng điện                                                  | Nghiên cứu khoa học, trình diễn ánh sáng.                                                                               |
| Laser khí ion Xenon           | Nhiều vạch từ cực tím đến hồng ngoại.                                  | Cực phóng điện                                                  | Nghiên cứu khoa học. |
| Laser khí Nitơ                | 337.1 nm                                                               | Cực phóng điện                                                  | Là nguồn kích thích cho laser màu, đo độ ô nhiễm, nghiên cứu khoa học, Laser nitơ có khả năng hoạt động ở cường độ yếu. |
| Laser H-F                     | 2.7 đến 2.9 μm (H-F) 3.6 đến 4.2 μm (D-F)                              | Phản ứng cháy ethylene và NF3                                   | Dùng cho nghiên cứu vũ khí laser, dùng sóng phát ra liên tục và có tính công phá lớn.                                   |
| Laser (cuộn) hóa học Oxy-Iod  | 1.315 μm                                                               | Phản ứng hóa học trong giữa Oxy và Iod,                         | Vũ khí laser, nghiên cứu vật liệu và khoa học.                                                                          |
| Laser thán khí thể khí        | 10.6 μm, (9.4 μm)                                                      | Phóng điện ngang (công suất cao) hay dọc (công suất thấp)       | Gia công vật liệu (cắt, hàn), phẫu thuật.                                                                               |
| Laser khí CO                  | 2.6 đến 4 μm, 4.8 đến 8.3 μm                                           | Cực phóng điện                                                  | Gia công vật liệu (chạm khắc, hàn), phổ học quang-âm.                                                                   |
| Excimer laser                 | 193 nm (ArF), 248 nm (KrF), 308 nm (XeCl), 353 nm (XeF)                | Excimer tái hợp nhờ phóng điện                                  | Quang thạch bản cực tím cho chế tạo link kiện bán dẫn, phẫu thuật laser, LASIK.                                         |
| Femtosecond Laser             | 1040 nm                                                                | Femtosecond Laser được tạo thành do kỹ thuật ép xung quang điện | cắt dũa kim loại,thay thế dao cơ học microkeratome trong phẫu thuật Lasik,điều trị ung thư.                             |